# Hylaeora inclyta
Hylaeora inclyta är en fjärilsart som beskrevs av Walker 1862. Hylaeora inclyta ingår i släktet Hylaeora och familjen tandspinnare. Inga underarter finns listade i Catalogue of Life.